# Tigerbarb
Tigerbarb (Puntius tetrazona, också kallad Barbus tetrazona) är en art av tropiska sötvattensfiskar i familjen karpfiskar. Den naturliga geografiska utbredningen är Malackahalvön, Sumatra och Borneo. Den är också relativt vanlig i akvarier. Tigerbarben är en trevlig och livlig fisk, som kan bita av fenorna från fiskar som har långa och lösa fenor (t.ex. kampfiskar och scalarer). Arten är så omtyckt att många akvariespecialister har akvarium för enbart Tigerbarber. Idealisk temperatur: 23-24 grader.